# Jesper Theilgaard
Jesper Theilgaard (født Jesper Theilgaard Madsen 29. oktober 1955 i Odense) er en dansk meteorolog. Jesper Theilgaard er opvokset i Tørring, student fra Vejle og uddannet flyvemeteorolog 1978. Derefter arbejdede han 12 år ved Flyvevejrtjenesten i Københavns Lufthavn indtil 1990.
I forbindelse med en omorganisering af de danske meteorologiske vejrtjenester blev Jesper Theilgaard derefter ansat på Danmarks Meteorologiske Institut, og derefter tilknyttet TV-Avisen på DR, hvor han har fungeret som tv-meteorolog fra 1990 til 2018. Han stoppede da DR valgte at flytte DR Vejret fra København til Aarhus.
Theilgaard har derudover skrevet flere bøger om meteorologiske, klima- og vejrmæssige forhold.
Theilgaard modtog i 2007 Gyldendals Faglitterære Pris for bogen Det danske vejr.

## Eksterne links
- Vejrforedrag.dk – Jesper Theilgaards officielle website
- Jesper Theilgaard Madsen på Internet Movie Database (engelsk)
- Jesper Theilgaard Madsen på Filmdatabasen
- Jesper Theilgaard Madsen på danskefilm.dk
- Jesper Theilgaard Madsen på danskfilmogtv.dk
- Jesper Theilgaard Madsen på The Movie Database (engelsk)